# Menhire des Indrolles

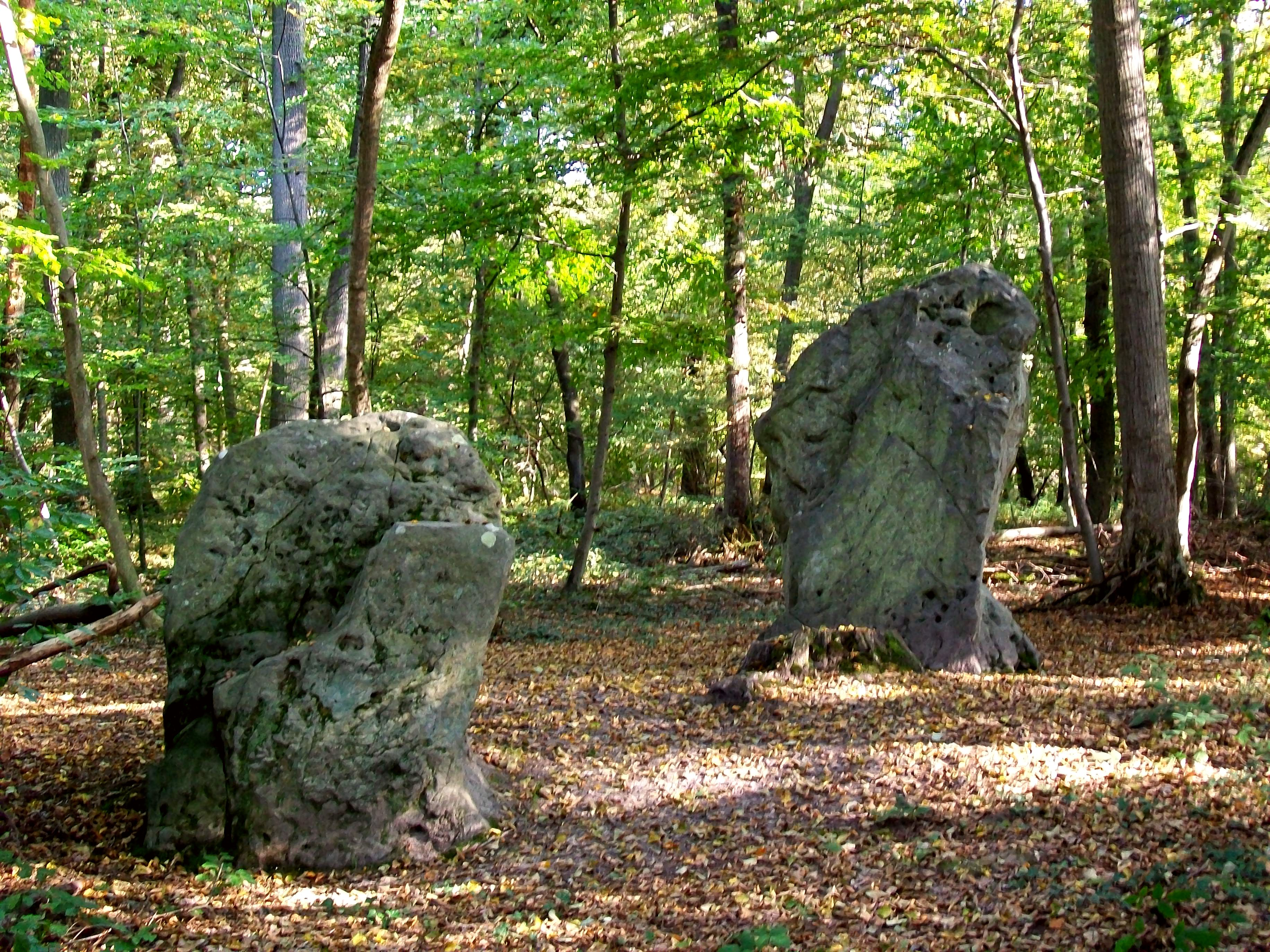
Menhire von Indrolles

Die Menhire des Indrolles (auch Alignement de Senlis genannt) sind zwei Menhire als Rest einer Steinreihe, die sich im Forêt d’Halatte (Wald) nördlich von Senlis im Département Oise in Frankreich befinden.
Die Menhire haben Höhen von 2,3 m und 1,4 m, Breiten von 1,5 und 1,15 m und Dicken von 0,8 und 0,65 m. Sie wurden 1869, versteckt unter dichter Vegetation, zufällig von Amédée Margry (1843–1921) entdeckt. Die Herkunft des Namens der Megalithen, der ursprünglich eine Waldabteilung betraf, ist unbekannt.
Die Menhire stehen etwa 3,25 m voneinander entfernt, westlich der Straße D 1017.
Ebenfalls im Waldgebiet befindet sich ein gallo-romanischer Tempel.
In Chamant, im Südosten, gab es eine Allée couverte, die verschwunden ist.